# Clima continentale

Aree del mondo che presentano un clima continentale, secondo Köppen

Il clima continentale è un clima tipico delle terre interne ai continenti situati nelle zone temperate dell'emisfero settentrionale. È caratterizzato da significative escursioni termiche tra inverno ed estate. Spesso è accompagnato da temperature invernali piuttosto basse che permettono il persistere della coltre nevosa, mentre le estati possono essere estremamente calde, con abbastanza vento. La lontananza dal mare non consente poi di avere un'elevata umidità e di conseguenza le precipitazioni sono generalmente limitate.

## Classificazione di Köppen
Nella classificazione di Köppen non esiste un vero e proprio clima continentale. Solitamente si intende un sottoinsieme del clima.
Inverno rigido senza stagione secca ed estate calda:
- Dfb – Inverno rigido senza stagione secca ed estate tiepida.
- Dwa – Inverno rigido e secco ed estate calda.
- Dwb – Inverno rigido e secco ed estate tiepida.[1]

## Localizzazione delle aree con clima continentale
Il clima continentale esiste per definizione dove non arrivano gli effetti mitigatori dei mari (es. le regioni interne dell'Asia, della Cina e degli Stati Uniti, i quali comprendono anche l'umida fascia costiera nord atlantica a causa delle particolari correnti fredde oceaniche e della scarsità di rilievi montuosi). Queste regioni in estate sono torride raggiungendo anche temperature caratteristiche dei climi caldi ma con scarsa umidità, mentre in inverno sono molto più fredde di ogni altro clima di simile latitudine, generando così una forte escursione termica sia giornaliera che annuale.
In Europa questo clima interessa la zona centrale e orientale, trasformandosi nel clima oceanico verso ovest e nel clima mediterraneo verso sud. Le zone più continentali al mondo sono senza dubbio le regioni centrali canadesi, la Mongolia e la Russia, in particolare la Siberia: qui si può passare da temperature di -60 °C in inverno ai +35 °C d'estate.